# Liste der FFH-Gebiete im Landkreis Garmisch-Partenkirchen
Die Liste der FFH-Gebiete im Landkreis Garmisch-Partenkirchen zeigt die FFH-Gebiete des oberbayerischen Landkreises Garmisch-Partenkirchen in Bayern. Teilweise überschneiden sie sich mit bestehenden Natur-, Landschaftsschutz- und EU-Vogelschutzgebieten.
Im Landkreis befinden sich 19 und zum Teil mit anderen Landkreisen überlappende FFH-Gebiete.
| Ammer vom Alpenrand b. zum NSG 'Vogelfreistätte Ammersee-Südufer' |    | 8331-302 WDPA: 555522238 | Landkreis Garmisch-Partenkirchen, Landkreis Weilheim-Schongau                                    |                                                                        | ⊙ | 2.391,00  |  |
| Ammergebirge                                                      |    | 8431-371 WDPA: 4419      | Landkreis Garmisch-Partenkirchen, Landkreis Ostallgäu                                            |                                                                        | ⊙ | 27.581,80 |  |
| Ammertaler Wiesmahdhänge                                          |    | 8332-304 WDPA: 555522242 | Landkreis Garmisch-Partenkirchen                                                                 |                                                                        | ⊙ | 440,00    |  |
| Auerberg, Mühlberg                                                | BW | 8432-302 WDPA: 555522280 | Landkreis Garmisch-Partenkirchen                                                                 |                                                                        | ⊙ | 293,00    |  |
| Bergsturzgebiet 'Im Gsott'                                        | BW | 8332-303 WDPA: 555522241 | Landkreis Garmisch-Partenkirchen                                                                 |                                                                        | ⊙ | 118,00    |  |
| Estergebirge                                                      |    | 8433-371 WDPA: 555537973 | Landkreis Garmisch-Partenkirchen                                                                 |                                                                        | ⊙ | 6.076,87  |  |
| Extensivwiesen um Glentleiten bei Großweil                        | BW | 8333-371 WDPA: 555522245 | Landkreis Garmisch-Partenkirchen, Landkreis Bad Tölz-Wolfratshausen                              |                                                                        | ⊙ | 132,37    |  |
| Fledermaus-Kolonien im Südwesten Oberbayerns                      |    | 8134-303 WDPA: 555522140 | Landkreis Garmisch-Partenkirchen, Landkreis Landsberg am Lech, Landkreis München                 | auch in Landkreis Bad Tölz-Wolfratshausen, Landkreis Weilheim-Schongau | ⊙ | 0,00      |  |
| Grasleitner Moorlandschaft                                        |    | 8232-371 WDPA: 555522183 | Landkreis Garmisch-Partenkirchen, Landkreis Weilheim-Schongau                                    |                                                                        | ⊙ | 2.137,87  |  |
| Karwendel mit Isar                                                |    | 8433-301 WDPA: 555537972 | Landkreis Garmisch-Partenkirchen, Landkreis Bad Tölz-Wolfratshausen                              |                                                                        | ⊙ | 19.590,00 |  |
| Loisach-Kochelsee-Moore                                           |    | 8334-371 WDPA: 555537968 | Landkreis Garmisch-Partenkirchen, Landkreis Weilheim-Schongau, Landkreis Bad Tölz-Wolfratshausen |                                                                        | ⊙ | 1.900,30  |  |
| Loisachtal zwischen Farchant und Eschenlohe                       |    | 8432-301 WDPA: 555522279 | Landkreis Garmisch-Partenkirchen                                                                 |                                                                        | ⊙ | 692,00    |  |
| Mittenwalder Buckelwiesen                                         |    | 8533-301 WDPA: 555522290 | Landkreis Garmisch-Partenkirchen                                                                 |                                                                        | ⊙ | 1.927,00  |  |
| Moore im oberen Ammertal                                          |    | 8332-371 WDPA: 555522243 | Landkreis Garmisch-Partenkirchen                                                                 |                                                                        | ⊙ | 629,53    |  |
| Moränenlandschaft zwischen Staffelsee und Baiersoien              |    | 8332-372 WDPA: 555522244 | Landkreis Garmisch-Partenkirchen, Landkreis Weilheim-Schongau                                    |                                                                        | ⊙ | 2.591,93  |  |
| Murnauer Moos                                                     |    | 8332-301 WDPA: 30118     | Landkreis Garmisch-Partenkirchen                                                                 |                                                                        | ⊙ | 4.291,00  |  |
| Oberes Isartal                                                    |    | 8034-371 WDPA: 555522103 | Landkreis Garmisch-Partenkirchen, Landkreis Bad Tölz-Wolfratshausen, Landkreis München           | auch in München                                                        | ⊙ | 4.669,78  |  |
| Standortübungsplatz Spatzenhausen nördlich Murnau                 | BW | 8233-371 WDPA: 555522185 | Landkreis Garmisch-Partenkirchen, Landkreis Weilheim-Schongau                                    |                                                                        | ⊙ | 134,69    |  |
| Wettersteingebirge                                                |    | 8532-371 WDPA: 555522289 | Landkreis Garmisch-Partenkirchen                                                                 |                                                                        | ⊙ | 4.256,91  |  |
| Legende für Fauna-Flora-Habitat                                   |    |                          |                                                                                                  |                                                                        |   |           |  |